# Геновева Сиркова
Геновева Петкова Сиркова е кмет на гр. Ловеч (1948 – 1949).

## Биография
Геновева Сиркова е родена през 1914 г. в гр. Ловеч. Учи в родния си град. Завършва Смесената гимназия „Цар Борис III“ (1934). Като ученичка е деен член на РМС. Работи като учител в с. Щерна, Момчилградско (1936 – 1938) и в Ловешко.
След 9 септември 1944 г. е активен общественик. Общински съветник (1949 – 1976), кмет на гр. Ловеч (1948 – 1949), заместник-кмет (1949 – 1966). Геновева Сиркова е първата жена-кмет в историята на града. Нейното име неизменно се свързва с развитието на културата и образованието: създаването на общинската училищна мрежа, Парка „Стратеш“, Музея „Васил Левски“, Паметника на Васил Левски, Люляковите музикални тържества „Панайот и Любомир Пипкови“ и др.
Наградена е с Орден „Кирил и Методий“ III ст., Златна значка „Заслужил за благоустрояването на града“, Званието „Ветеран“ на ЦС на БТС и др.